# Cop Mortem
A Cop Mortem 2016-ban bemutatott színes, magyar akció-krimi. Rendező: Kovalik József.

## Történet
Brutális sorozatgyilkosság kezdődik Budapesten, aminek áldozatai egytől-egyig rendőrök. A külföldieket is megrázza ez az esemény, ezért az Interpol elküldi Magyarországra egyik legjobb ügynökét, a magyar származású John Holdont, hogy derítse fel az ügyet. A magyar rendőrök nem igazán veszik jó néven, hogy az Interpool is bekapcsolódik az ügybe, de mivel mindannyiuk érdeke, hogy vége legyen ennek a gyilkosságsorozatnak, kénytelenek elfogadni az ügynök segítségét. John rájön, hogy a gyilkosok feltehetőleg valami szektának a tagjai lehetnek, így elindul az egyetemtől a motoros klubokon és a bérverekedők titkos edzőtermein át, hogy megtalálja a tetteseket, mielőtt újabb rendőrök esnének áldozatul.

## Szereplők
| Színész            | Szereplő                                  |
| ------------------ | ----------------------------------------- |
| Kamarás Iván       | John Holdon/Holdin János, Interpol-ügynök |
| Gáti Oszkár        | Réti Mihály alezredes                     |
| Anger Zsolt        | Berger György                             |
| Páll Zsolt         | Rezes Károly őrnagy                       |
| Seprenyi László    | Szeiler Jenő hadnagy                      |
| Ganxsta Zolee      | Apache                                    |
| Szabó Győző        | Rick                                      |
| Nagy Zsolt         | Hardy hadnagy                             |
| Salinger Gábor     | Edeváry                                   |
| Madár Veronika     | Tiszai Zsuzsa, történelemprofesszor       |
| Gesztesi Károly    | Kárpáthy professzor                       |
| Götz Anna          | Gizike, Réti titkárnője                   |
| Somogyi Zsolt      | Dolmány                                   |
| Unger Béla         | Bill                                      |
| Galler András      | Pákó                                      |
| Gesztesi Máté      | nyomozó                                   |
| Nyitrai Dalma      | Berger barátnője                          |
| Kovalik Norbert    | John gyerekként                           |
| Ralph Berkin       | Chuvallo                                  |
| Sorel-Arthur Kembe | Carmody                                   |